# みつめてナイト
『みつめてナイト』はコナミ（現・コナミデジタルエンタテインメント）発売のPlayStation用恋愛シミュレーションゲーム。
『サクラ大戦』のレッドカンパニー（現：レッド・エンタテインメント）と『ときめきメモリアル』のKCE東京による共同開発により作られた。脚本・設定は田村純一。キャラクターデザインはセガサターン版『サクラ大戦』にてサブキャラクターデザインを担当した竹浪秀行。
CMの出演は三森愛子。ロケーションはイタリアで行われ、メインシーンはローマにあるスペイン広場を貸し切りにして撮影を行った。当時のイタリアには「作中の世界観をイメージすることができる伝説もある」との事。
のちに『みつめてナイトR 大冒険編』というスピンオフ作品が発売される。こちらはジャンルがRPGになっており、前作とのストーリーの繋がりはなく、キャラクターは同一でありながら異なる世界観を展開した作品になっている。

## ゲーム内容
主人公は東洋人で、以下の通り恋愛と戦争（と治安維持の協力）の両面から成り立つ目的を目指すこととなる。
1. 中世ヨーロッパ風の国、南欧のドルファン王国でさまざまな女の子達と出会い、彼女たちと3年間を過ごして恋愛関係を結ぶ。
2. ドルファン王国の傭兵として、敵国であるプロキア公国の雇った傭兵騎士団ヴァルファバラハリアンと戦い、停戦中は国内にいる野生の熊や暴れだした虎の退治などを行って武勲を上げ、騎士としての最高位である「聖騎士」の称号を得る。

女の子とのイベントは時期と場所、実行するコマンド、女の子からの主人公に対する感情などによって発生する。国の行事や突発的に発生するイベントも多数ある。
恋愛の部分に関してはデート中にとんでもない台詞を言う選択肢が登場したり、ストーリーの最後で告白してきた女の子を振ったり、ストーリー中の主人公の行動次第で女の子が強制的にゲームから退場（テロの犠牲や事故、暗殺未遂、ヒロインからの絶縁などがある）される点が特徴的。また、戦争終結後に制定された法律により外国人傭兵である主人公は（たとえ聖騎士の称号を得ようとも）強制的に国外退去となる。このため、各ヒロインとのグッドエンディングでは、再会を誓いつつも別れることになったり、主人公と同様に国を出て付いて行くヒロインもいる。。
ゲーム中に何度か戦争が勃発する。ここでは歩兵、弓兵、騎兵、の基本的な3つと、上位種である工兵の部隊（いずれか3種の内の一つと交代）を動かし、敵部隊との戦争を行う。規定ターン数で決着がつかなかった場合は、残存兵士の数で勝敗が決定する。これらの兵種は三すくみ状態で有利、不利があり、工兵は3種全てに有利である。。
戦争、社会、経済の背景に関して詳細な設定が存在するが、普通にプレイしていても知ることのない部分が多く、これらを知るにはゲーム内で確認できるウィークリートピックスや用語集を調べる必要がある。
例として、「聖騎士」ではなく「正騎士」と表記されているのも誤字ではなく、意図的なものである。

ドラマCDが全4巻発売されている。こちらではライズ・ハイマーを主人公として物語が描かれており、舞台背景に関する詳細をライズの側から知ることができる。

## 登場キャラクター

### ヒロイン
ソフィア・ロベリンゲ
声 - 小西寛子
誕生日は12月10日。15歳。血液型は主人公と同じ。
本作のメインヒロイン。ドルファン学園高等部に在籍。おとなしい性格の持ち主。歌を歌うのが好きで、舞台に立つことを夢見ている。親が借金を抱えているため、ジョアンと婚約している、その為学園では有名人である。父親は優秀な騎士だったが怪我で引退してからは酒びたりとなっており、弟は病弱のため母が看病で働きに行けないと苦労の絶えない生活をしている。しかし態度には出さない一面を持っている。夏休みになると、あまり女の子向きではない、重労働な職場でアルバイトを始める。個別シナリオにおいて、オーディションを受け研修生として劇団に入るが、爆弾テロに巻き込まれ（ソフィアの個別EDは見られなくなるが、あるヒロインの攻略途上であれば回避可能）喉を痛めてしまう。あまり友達がおらず、CDドラマでは勇気を振り絞ってライズと友達になろうとしている。
専用のエンディング曲を持つヒロインの一人。
プリシラ・ドルファン
声 - 今井由香
誕生日は10月26日。16歳。血液型はO型。本作の舞台であるドルファン王国の第一王女。明るく奔放な性格であり、庶民の自由な生活に憧れている。しばしばお忍びで街へ出て、城の人々を困らせることもあるが、内面には寂しさを抱えている。ゲーム版・CDドラマの双方において、あるヒロインに命を狙われる（ただし「飲料へ一時的昏倒を起こす程度の酔い止めを混入」という殺傷力の無い無意味な行動である）が、プリシラに招待された知人・東洋人がその飲料を奪い飲む事により騒動を未然に防ぐ展開のCDドラマにおいては、プリシラの前向きな気持ちにより友情が築かれる。「王家の禁忌」とされる重大な秘密を抱えており、個別エンディングで明らかとなる。お忍びの服装と王女正装時でテーマBGMが2種存在する。
アン
声 - 國府田マリ子
誕生日、血液型は共に不明。
ゲーム終盤で知り合う謎の少女。豪華客船のパーティで条件を満たせば夏に、満たしていなければ秋に知り合うことができる。主人公が理不尽な言動をしても謝ったり許したりするなど、無抵抗な性格をしている。歌を歌うのが好きで、その歌はあるヒロインに対しても大きな影響を与えていた。水のある場所を好む反面、冬の焚き火を非常に怖がる一面がある。一昔前の出来事やシーア神話などに詳しい。薬局でアルバイトをしている。
エンディングで初めて正体が明かされることになり、専用エンディング曲もある（歌うのは演じる國府田本人）。
コナミが『みつめてナイト』公式サイト上で行なった「みつめてナイトキャラクター人気投票」において1位を獲得した。

ロリィ・コールウェル
声 - 桑島法子
誕生日は11月8日。12歳。血液型はO型。
ドルファン学園中等部に在籍。全ヒロイン中最年少。レズリーを「お姉ちゃん」と慕い、「王子様」という存在に憧れている。主人公のことは「お兄ちゃん」と呼んでいる。年齢よりも子供っぽい性格であり、非常にワガママ。イベント選択により誘拐されて死亡する可能性があるヒロインの一人。主人公の事も"白馬の王子様"と信じて疑わない。ラジオのミニドラマでは、小さな頃に「王子様」と出会ったことを語っているが、詳しい記憶についてはハッキリしていない。
レズリー・ロピカーナ
声 - 岩男潤子
誕生日は9月10日。15歳。血液型はB型。
ドルファン学園高等部に在籍。ぶっきらぼうな性格で、絵を描くのが趣味。両親とは離れて暮らしている。強気に振舞っているが、本性は寂しがり屋。後輩から絶大な人気があり、自分を姉のように慕っているロリィをたしなめることも多い。夏休みや冬休みには喫茶店で接客のアルバイトをしており、声色を変えて仕事している。両親が不在の時間が多いため、何かと気にかけてくれる母方の叔父に淡い恋心を抱いていたことがあり、絵に興味を持ったのも叔父の影響である。卒業後は絵の勉強をするためにスィーズランドへ渡る。
CDドラマではライズを「転入生」と呼び続けており、最後まで名前を呼ぶことがなかった。
ハンナ・ショースキー
声 - 岡田加奈子
誕生日は8月1日。15歳。血液型はO型。
ドルファン学園高等部の女生徒。一人称が"ボク"というボーイッシュな一面を持つ。心身ともに健康で、明るい性格の持ち主。スポーツ好きで、スポーツに関してリンダとライバル関係にある。頼りない性格の姉がいる。キャロルは従姉妹。夏休みや冬休みには花屋でアルバイトをしている。
卒業後はスィーズランドにスポーツ留学する。
リンダ・ザクロイド
声 - 根谷美智子
誕生日は7月12日。15歳。血液型はAB型。
ドルファン学院に在籍。成金で名高いザクロイド財閥の令嬢。照明に用いる燐光石の輸入で財を成したザクロイド家の出身で、その出自ゆえ非常に高慢な性格。その裏には貴族階級に舐められまいとする強いコンプレックスがある。その反動ゆえか実は大変な努力家であり、成績優秀でスポーツも万能である。
終盤のイベントによってザクロイド財閥が没落してしまい、窮地に陥ってしまう（これはリンダ攻略のために必要なイベントであるため、避けると攻略不能になる）。
ジーン・ペトロモーラ
声 - 新山志保
誕生日は10月31日。20歳。血液型はA型。
乗り合い馬車の御者として働く女性。長身で男勝りな性格をしている。一人称は「オレ」。スィーズランドからの帰化人であり、メネシスの師でもある高名な化学者「化学の開祖」と呼ばれるガリレア・ガリネシスを祖父に持つ。
幼い時に両親を亡くし、ドルファンで牧場を経営している叔父夫婦に引き取られて育った（帰化したのもこのため）。動植物を愛し猫を可愛がる一面もあり、化学実験に使用した薬物を森へ投棄し周囲を奇形化させ、近隣住民から「魔女」と呼ばれているメネシスとは険悪な関係。
テディー・アデレード
声 - 長沢美樹
誕生日は5月17日。20歳。血液型はAB型。
看護婦を務めており、主人公の体力がなくなるか、一騎討ちで敗れると彼女の世話になる。非常に潔癖な性格だが、一途な面を持つ。非常に豊かなプロポーションをしているが、実は心臓に軽い疾患を抱えている。セーラとは友人関係であり、メネシスには薬学を教わるなど勉強熱心。
彼女を攻略すると、途中のイベントで彼女の血液型を尋ねられるシーンがあるが、間違えてしまうと大変な事になるので注意。また、血液型が同じ場合は献血を要求され、これも断ってしまうと攻略不能になってしまうので注意。
後述のノエルとの二者択一を迫られることになり、一度でもノエルを選ぶと絶交されて攻略不能となる。ちなみに最後までテディーを選び続けた場合、ノエルは姿を消すが、テディーも恥ずかしさのあまり走り去ってしまい、デートは中止になる。
キャロル・パレッキー
声 - 西村ちなみ
誕生日は2月7日。19歳。血液型はO型。
レストランで働くウェイトレスで、ハンナの従姉妹。主人公に対する感情が一定以上まで高まると「給料が1.5倍だから」との理由（実際は「主人公に毎日会える」という勘違い）により、ドルファン城のメイドへと転職する。気楽で明るい性格をしており、作中では「極楽トンボ」と表記されていることもある。不謹慎な話題が好きだが、あまりに度が過ぎれば常識的な対応を取ってくる。
ナメクジが大の苦手であり、とあるイベントでこれを突きつけると、絶交されて攻略不能となる。
気楽で明るく笑い飛ばす彼女の本性は、エンディングで唐突に明かされる。
クレア・マジョラム
声 - 井上喜久子
誕生日は6月6日。27歳。血液型はA型。
全ヒロイン中（年齢が明確な中では）最年長。夫であったヤングが作中で戦死してしまうため、未亡人となる（この時以降、酒場でディーラーの仕事を始める）必要以上に自分の年齢を気にした言動をとっている。ハンガリア出身。
学生時代は、夫のヤング、そして八騎将の一人であるセイル・ネクセラリアとは三角関係の仲。また、当時の彼女は乗馬などをする活発な少女であり「国際馬術連盟ライセンス」という取得が非常に困難な資格のB級を持っている（この資格に限らず、本編での資格は基本的にA級かB級のみ）。
本人曰く「奪われることの多い人生だった」という。
スー・グラフトン
声 - 水谷優子
誕生日は4月23日。22歳。血液型はA型。
パン屋の一人娘だが、パンは上手に焼けない。相思相愛な両親を見て育ったため影響で結婚願望が強い。性格はお天気屋でワガママ。年下はあまり好きではないとのことだが、好感度が上がってくると「年下の癖に」と言いつつも惚れ込んでくる。愛する人のために自分の身を挺して危険から庇い、入院してしまうこともある。キャロルとは友人同士。
灯台デートでは、強風にスカートをめくられる。選択肢は「白だった」が正解。それ以外見てないと言っても嘘つき呼ばわりされ好感度が下がる。
セーラ・ピクシス
声 - 皆口裕子
誕生日は3月11日。15歳。血液型はA型。
名家であるピクシス家の分家令嬢。病弱であるため家にこもりがち。物静かで繊細な眼鏡っ娘。兄・カルノーを強く慕っている。家庭教師のアルバイトになると出会う。自分の人生を悲観しており、健康な身体に憧れている。
ドルファン国内に強い影響力を持つ祖父の存在をエンディングで明かしているが、彼女が祖父と呼ぶ人物こそ、外国人排斥法案の成立に深く関わり、現国王デュラン・ドルファンの推挙、王族プリシラの秘密等にも直接関与した「怪老」の異名を持つ王室会議筆頭、アナベル・ピクシス卿である。
眼鏡を外した姿を見せるイベントもあるが、特定のイベントで対応を誤ると、執事のグスタフによって叩き出されて攻略不能となる。
メネシス
声 - 永島由子
誕生日、血液型は共に不明。
森の中で一人で生活している化学者。大きな瓶底メガネをかけており、無愛想。実験使用後に投棄する薬品の影響により周囲の森林植物が奇形化しているため、近隣の人々から「魔女」と恐れられており、特に自然愛護者のジーン（師ガリレアの孫）との仲は険悪。
孤児として施設で育ちながら学問へ深く傾倒した結果、スィーズランドの名門リーデン学術院の奨学生となり、「化学の開祖」ガリレア・ガリネシスに師事。同門のある人物へ憧れと恋愛感情の入り混じった複雑な思いを抱いていたが、その感情を整理する事が出来ないまま封印され、現在に至る。
本編中では眼鏡を決して外さないが、エンディングの最後で初めて、眼鏡を取った素顔を見せる。
ライズ・ハイマー
声 - 冬馬由美
誕生日は1月28日。16歳。血液型はB型。
ドルファン学園高等部の女生徒。スィーズランド出身。あまり表情を表に出すことがなく、つかみどころのない性格をしており、対応も素っ気ないことが多い。他者に隙を見せない、常に手袋を外さない、暑くても皮膚を余り露出させないなど、怪しい面が目立つ。CDドラマでは主人公を務めており、「東洋人」の動向を追いかける中でソフィアやプリシラと出会い、彼女達の影響を受けて心境が変化していく。
プリシラと同様、ある重大な秘密を抱えており、ライズと関わり物語を追うことで、ドルファン王国における真実の一部が明らかとなる。
『電撃PlayStation』誌上の「みつめてナイトキャラクターの人気投票」において1位を獲得した。

ノエル・アシェッタ
声 - 山崎和佳奈
誕生日、血液型は共に不明。
ゲーム終盤で知り合う謎の女性。秋と冬にしか会わないが、とても露出度が高い恰好をしている。最初から主人公に好意をもって接してくるが、調子に乗っているとたしなめてくることもある。
アンと同様、正体はエンディングでのみ明かされる。攻略はテディーとの二者択一（数回の選択肢で一度でもノエルを選ぶと、テディーの攻略が一切不可能）となる。

### サブキャラクター
ピコ
声 - 山崎和佳奈
主人公にしか姿を見ることのできない妖精。ゲーム中では主人公の秘書的役割を担うが、展開によっては、あるヒロインと密接な関わりを持つことになる。

ミュー・カーチス
声 - 皆口裕子
ドルファン王国入国管理局員。メッセニに片想いをしているがために、メッセニが思いを寄せるクレアに対して敵意を持っている。いわゆる「5時から女」で、酒を飲むと愚痴っぽくなる。ラストでの外国人排斥法制定による、国外退去の勧告をしてくるのも彼女である。
プリム・ローズバンク
声 - 永島由子
ドルファン城のメイド。プリシラに翻弄される毎日を過ごしているため、彼女に恨みを抱いている。おばあちゃん子で、祖母もメイドをしていた。とあるイベントを解決すると牢に入れられ、獄中で服毒自殺をしたことが表向きに公表され新聞に載った
ルーナ・アンジェリス
声：冬馬由美
教会のシスター。元はガンナーである事がドラマCDにて明かされる。相棒を亡くしたことで引退して教会に入るが、倉庫には昔の銃が眠っている。
ヤング・マジョラム
声 - 遠藤守哉
ゲーム序盤における主人公の教官で、「ハンガリアの狼」という異名を持っていた。後のクレアによれば、主人公を「見所のある奴」と目をかけていたが、ドルファン傭兵団として初の遠征「イリハ会戦」において戦死。セイルとは積年のライバル同士であり、クレアを挟んでの三角関係であった。3人とも元々はハンガリアの出身。
ロバート・ロベリンゲ
声 - 麻生智久
ソフィアの父親。かつては非常に有能な騎士であったが、現在は酔っ払いに変わり果てている。家族はソフィアの他に妻や息子（ソフィアの弟）がいる。メッセニとは知り合い。エリータス家に借金を抱えており、そのためにソフィアが婚約することとなる。
後に雑誌の連載コーナーで掲載されたショートストーリーで、今に至った彼の経緯が語られている。
ジョアン・エリータス
声 - 石川英郎
ソフィアの婚約者。彼女と知り合わなくても主人公に時折ちょっかいを出してくる。貴族の三男坊にして重度のマザーコンプレックスであり、聖騎士だった亡き父に対する劣等感を持っている。歪んだ愛情表現しかできていないが、母より与えられたソフィアのことを好いている。ソフィアに好かれるためにバーストン三兄弟と吊るんで浅薄な作戦を実行し、作中では対戦相手としても登場する場合がある。必殺技（設定名・サウザンドキル）は正気を失った状態で敵を滅多切りにする。乱暴だが速さと力を併せ持ち、威力が高い。なお「自由騎士」を名乗るが、そのような階級や称号は存在せず、騎士の子息などが「自称」として使っている通名である。
余談だがジョアンの生家であるエリータス家は王室会議において参位に位置し、筆頭のピクシス家には劣るが、かなりの名家。ピクシス家とエリータス家は一まとめにして、「旧家の両翼」と呼ばれることもある。
ジョアンの父はラージン・エリータスと言い、入り婿ではあったものの聖騎士の称号を持つ実力者だった。しかしラージンは本編開始の十年前に病没しており、夫人にしてジョアンの母であるマリエル・エリータスが現在のエリータス家を切り盛りしている。マリエルはヒロインの一人・メネシスが在籍していたリーデン学術院を首席で卒業した才媛であるが、ジョアン以外の子供（＝彼の兄弟姉妹）達については本編で一切語られていない。
ビリー・パーストン
声 - 幸野善之
ゲーム冒頭でソフィアを襲うチンピラ三兄弟の三男。虚弱体質のため薬で健康を補っているため、「薬中のビリー」という誤解を招くであろう通称で呼ばれる。実はロマンチスト。
サム・パーストン
声 - 私市淳
チンピラ三兄弟の次男。禿頭なのだが、これはハゲではなく自ら剃っているため。実は三兄弟の中で一番の常識人。猫好きな一面もあり、ロリィの猫探しに協力したりもする。ジーンと面識がある。
ジャック・パーストン
声 - 増谷康紀
チンピラ三兄弟の長男。大酒のみで、酒に酔うと手が付けられない。彼らにソフィアを襲わせたのはジョアンの指示。3人とも外国人労働者に職場を奪われているという思いを抱えている。
謎の男
声 - ???
仮面をかぶったピエロ。あるヒロインと深い関わりがある。
ミラカリオ・メッセニ
声 - 佐藤正治
ドルファン近衛兵団中佐。ヤングなどの上司。クレアへ密かに思いを寄せている。生粋の職業軍人で騎士の称号は持っていない。
東洋人である主人公には余り良い感情を持っていないが、外国人排斥法により主人公が国を追われることに関しては、両翼であるピクシス家と、エリータス家が強硬に賛成し王をもっても覆せなかったと謝罪して、3年間の努力を認め慰労をした。
グスタフ・ベナンダンディ
声 - 嶋俊介
ピクシス家の老執事。かつてはシベリアの特殊部隊・スペツナズに所属していた経歴がある。結婚しており、現在は妻子だけでなく孫もいる。
セーラの攻略に必ずといってもいいほど関わってくる人物で、セーラの特定イベントでの対応を誤ると、「二度とピクシスの敷居を跨がないで下さい！」と激高しながら主人公を叩き出す。
カルノーが祖父によってピクシス家を追放された際、スペツナズ時代の人脈を使ってカルノーをシベリアに逃がし、スペツナズを紹介している。
カルノー・ピクシス
声 - 中井和哉
セーラの兄。王室会議筆頭である「怪老」こと祖父アナベルとは政治的な主義主張が違うために対立しており、思想傾向を危険視した祖父により国外追放され、現在は消息不明。幼少期にプリシラと交際していたが、カルノーが本気であった事に対し、プリシラ側は「王族である自分の周りには年の近い男性が他にいない」「そこそこ美形だから付き合ってあげてもいいかな」程度のものであり、カルノーの国外追放により交友が自然消滅しても執着はなかった。なお、カルノーやセーラはピクシス家の後継者ではなく、分家に当たる。
消息不明とはあるが、実際は祖父によって追放された際にグスタフの伝手でシベリアへ密かに逃れており、現在はスペツナズに所属している。
神父
声 - 増谷康紀
シスターに代わって、教会に時々現れる。彼が教会に来る前に神父の死亡事件があった。目つきが鋭く、少し怪しげな言動をすることもある。

デュラン・ドルファン
声 - 郷里大輔
ドルファン国王。プリシラの父。双子の兄がいる。兄はかつてデュランを庇って顔に火傷を負ったことを理由に、表向きには死亡したとされており、その後行方不明になってしまった。デュランは勇敢で利発な兄と比べて、温厚だが凡庸な人物。自身もプリシラと同様に「王家の禁忌」とされる重大な秘密を抱えているが、プリシラを父として愛しており、またプリシラも確かな父の愛情を感じている。彼女をヒロインとして攻略すると、クリア目前の騎士位授与（プリシラのクリア条件でもある正騎士の位を得なければならない）後、娘に会うよう頼み、これを受けると「すまぬ。親馬鹿とでも笑ってくれ」と自嘲しながら主人公へ感謝する。ウィークリートピックスによると、妻のエリス王妃は病気のため表に出ていない。
ロケットナイト
『ロケットナイトアドベンチャーズ』シリーズからのゲストキャラクター。ある条件を満たすと登場する、ネズミのロケット騎士。ロケットアタックという技を持つ。倒した上でゲームをクリアすると、初めからスタートする際、一騎討ちで奥義を放てるアイテムを一つだけ購入・所持してスタートできるようになる。

### ヴァルファバラハリアン八騎将
プロキアに雇われ、主人公の属するドルファン軍に戦いを挑んでくる傭兵騎士団の中でも団長を含めた隊長格八人の精鋭たち。
セイル・ネクセラリア
声 - 林延年（現・神奈延年）
通称「疾風のネクセラリア」。武器は槍。ヤングとは旧友であった。寡黙なヤングと違って社交的で活発な性格であり、クレアの心を掴み恋人同士となるが、なぜかクレアを捨て、ヴァルファに身を投じる。約10年ぶりに戦場で再会したヤングと、一騎討ちになり勝利。主人公の最初の一騎討ちの相手で、HPが全勝負キャラクター中最小だが、これはヤングとの戦いで傷を負っていたためである（ただし主人公は初期状態であることが多いため、十分強敵になり得る）。
“疾風”の二つ名の由来は戦場を疾風のごとく駆け抜ける姿から来たもので、その二つ名が示すとおり、プレイ初期としては動きが素早い。必殺技を含めた攻撃を、こちらが攻撃しながら防御で防ぐのは大変難しく、勝つには必殺技を受けきれるだけのHP（体調）を十分に備えておく必要がある。また、勝利すると「ヤングよ、いい部下を持ったな」と好敵手ヤングを称えながら死ぬ。
バルドー・ボランキオ
声 - 江川央生
通称「不動のボランキオ」。武器は斧。直立不動の戦いを得意とすることから、“不動”の二つ名を持っている。妻と娘がいたが、二人とも流行り病で亡くしている。妻子の後を追って自害しようとしたができず、戦いの中で死ぬことを望むようになる。そのため、常に殿軍を買って出て、そのたびに生き残ったことが“不動”の二つ名を得た由来となった。
ルシアから想いを寄せられているが、ボランキオ自身は亡き妻と娘を愛しているため、一顧だにしていない。
セイルとは打って変わって行動が遅い。正騎士を目指すつもりで育成しているならば、こちらが攻撃しつつ防御を挟み、相手の攻撃を受け止められる。
ルシア・ライナノール
声 - 今井由香
通称「氷炎のライナノール」。武器は二刀流の剣。ボランキオのことを愛しており、主人公がボランキオとの一騎討ちにて勝利していた場合、仇を討つためにヴァルファバラハリアンを半ば強引に出奔、主人公に対し一騎討ちを申し込みに来る。
氷のごとき冷静さと炎のごとき闘志という二面性を強く持つことが“氷炎”の二つ名の由来となったが、それを更に裏付けるような要素として、冷気をまとわせた一方の剣で斬りつけながら動きを封じ、もう一方の剣にまとわせた炎で斬りつける必殺技を持つ。やや素早く、主人公がしっかりと素早さを上げておかないと先手を取られやすい。
スパン・コーキルネィファ
声 - 新山志保
通称「迅雷のコーキルネィファ」。武器は電気ニードル。八騎将の中で最年少で、好戦的かつ堪え性の無い性格。命令違反の常習者で、命令違反の度にキリングの怒りを買っても反省は一切しないなど、八騎将の中で最も指揮官に向いていない性格をした人物。
“迅雷”の二つ名に違わず、ネクセラリア以上の高い敏捷性を活かした手数の多さで攻撃する。通常攻撃は大したダメージではないが、必殺技が強いので注意。
設定年齢は16歳であるが、サリシュアンはゲーム開始時点で15歳のため、本来は最年少とは言えない。
キリング・ミーヒルビス
声 - 青野武
通称「幽鬼のミーヒルビス」。武器は大鎌。ヴァルファバラハリアン副団長で、八騎将最年長の参謀格。ゼールビスを甥にもつ知将で、ヴォルフガリオに昔から仕えている忠臣でもある。
盲目であり、常に目を閉じているが、これは過去のシベリア出征の際に負った怪我が原因で失明したことによるもの。素早さはバルドー並に遅く、戦う時期的にもキリングの攻撃を防御で受け流すのは容易い。
ミハエル・ゼールビス
声 - ???
通称「血煙のゼールビス」。元テロリストであり、単独での破壊活動が主任務。上述のキリングの甥であるが、ネクセラリアをはじめとした血の気が多い軍人気質の八騎将の中では浮いており、現在はヴァルファバラハリアンを脱退し、姿を消している。
あるヒロインを攻略することで、その終盤に初めてその姿を見せる。

デュノス・ヴォルフガリオ
声 - 郷里大輔
通称「破滅のヴォルフガリオ」。武器は大剣。ヴァルファバラハリアン団長。ドルファン王国に並々ならぬ敵意を抱いている。常に鉄仮面をつけており、その素顔を知るものは少ない。
通常はその鉄仮面を着けた状態で「戦争における最後の敵」として登場するが、あるヒロインの攻略途上にある必須・個別イベント時のみ、素顔を晒した状態で対決する事となる。
戦闘では、キリング程ではないが行動は遅め。先手で攻撃しつつ、デュノスの攻撃は防御で受け流していれば問題ない。

サリシュアン
声 - ???
通称「隠密のサリシュアン」。武器はレイピア。ヴォルフガリオの娘。姓が重複する（～・ヴォルフガリオ・サリシュアン）ため母の旧姓を名乗っている。隠密の二つ名が示す通り、諜報活動を主任務にしており、ヴァルファバラハリアン内でも素性を知る者は少ない。本編ではいち早くドルファン王国に潜入して諜報活動をしているが、あるヒロインの攻略途上において、最後の敵として登場する。
スパン以上に素早く、必殺技も強い。こちらがもたついていると何度も攻撃を受けるので注意。防御を挟むのは難しいので、セイル同様攻撃を受け止めきれるだけのHPが必要。

### CDドラマの登場人物
ノイエ・シルスカヤ
声 - 桑島法子
シベリアの工作員。ゼールビスとは知り合い。工作員としてはあまり優秀でないようで、少し抜けた部分もある。
アリス・ベインバッカー
声 - 岩男潤子
プリムの同僚のメイド。ちゃっかり者。
東洋人
声 - 置鮎龍太郎
ゲーム版の主人公。CDドラマ最終巻・最終話でのみ声を発するが、当時既に中堅声優であった置鮎に対してセリフが二言（「これを使え！」「多分な」）しかなく、最終巻のキャスト達による役名・一言コメントでは呼ばれた事に困惑していた。

### 漫画版の登場人物
コジロウ・ソウマ
主人公の東洋人。過去に妹を失った経験から人を殺すことができず、鞘を抜かずに刀を操っている。
アリッサ・ホルン
メインヒロイン。天真爛漫な性格をしているが、孤独を恐れる、黒服の男達に狙われている、など謎がある。
キャラクターデザインの原型は、ゲーム版の没キャラクターである「スリの女の子」。

## 世界観
ヨーロッパ以外にも世界全体が現実の中世を模しており、世界地図や地域、国家の特徴も相似している。

### 歴史
戦争の主役が、騎士から火器へ移行する過渡期を描いている。そのため、現実の歴史区分としては、正確には中世というよりも近世に近い。また、地下資源を用いた産業が存在し、財閥といった企業体が存在することから、産業革命前後ともとることができる。このような例が他にも多々あるため、本作における一貫した歴史を捉えることは難しい。

### トルキア地方
欧州南部地方。元は「大トルキア帝国」であったが、内乱の後に7つに分かれた。隣接しているのはオースティニア地方。マルタギニア海に面し、トルキアとオースティニアの間にはトルキア内海が存在する。
ドルファン
正式にはドルファン王国。トルキアで2番目に小さい国であるが、湾岸国家。
唯一の内陸である北部をハンガリア、プロキア、ゲルタニアに押さえられている関係から常に領土侵略の危機にさらされている。
物語の舞台である首都・ドルファン城塞に守られており、周囲が海と城壁に囲まれているため難攻不落を誇る。一方で湾岸国家でありながら海軍力に乏しく、それに加えて近年では騎士団の弱体化と軍部の腐敗が著しく目立ってきており、更にはアナベル・ピクシスを筆頭とした保守派を中心に、外国人に対する悪感情がトルキアの中でも特に根強いため、これが後に外国人排斥法の制定へとつながってしまうことになる。
プロキア
本編中で傭兵騎士団ヴァルファバラハリアンを擁してドルファンを狙って侵攻してきた国。
東にハンガリア、西にゲルタニア、南にドルファン、北にヴァン＝トルキアと四方を他国で固められたトルキア地方唯一の内陸国であるため、トルキアの中で唯一、海洋貿易ができない。
正式名称はプロキア＝フィンセン公国だったのだが、わずか一週間で内乱が起き、プロキア＝ヘルシオ公国として政権交代が行われたほどの内情不安定な寄り合い国家にして万年外征国。ドルファンへの侵攻の理由も海洋貿易を獲得するためである。しかし、寄り合い国家ゆえに足の引っ張り合いは日常茶飯事で、ヴァルファバラハリアンもこの巻き添えを喰らう形で壊滅させられていくこととなる。
ハンガリア
正式にはハンガリア共和国。かつてはボルキア王国として存在していたが、市民革命の内戦によって王政廃止となる。
しかし、王政復古を目論む右派組織「ボルキア回帰戦線」が無差別テロを絶えず起こしているため、国内情勢は悪化の一途にある。
クレア、ヤング、セイルの故郷でもある。
ゲルタニア
正式にはゲルタニア共和国。共和制をハンガリアより早く布いた軍事大国。
ヴァン＝トルキアやプロキアとの軍事衝突が多発していたが、近年は内政に問題が起こっている。
ヴァン＝トルキア
正式にはヴァン＝トルキア帝国。大トルキア帝国を統治していたヘレニガム王家の治める国。
領土面積はトルキア地方最大を誇るも時勢に乗り遅れてしまい、国力は年々衰退している。旧トルキアとも呼ばれる。
セサ
正式名称はセサ公国と言い、ヴァン＝トルキアを治めるヘレニガム王家の外戚にあたるセサ大公家が治めている。
トルキア最小国ではあるが、ヴァン＝トルキアの保護下にあることと三方が海に面していることが幸いし、小国ながらも生きながらえている。
スィーズランド
正式名はスィーズランド連邦共和国。オースティニア地方と隣接した国でありながらも世界唯一の永世中立国で、中立維持とその防衛のために強力な軍事力を有している。
世界中で知られる文明先進国でもあり、その中でも「リーデン学術院」は屈指の名門校として知られ、メネシスやジョアンの母・マリエルを輩出している。
傭兵騎士団ヴァルハバラハリアンが所属する国であり、ジーンとライズの生まれ故郷でもある。ただし、ジーンはドルファンに住む叔父夫婦に引き取られた関係でドルファンに帰化した。また、主人公もこの国を介してドルファンに入国している。
モデルはスイス

### その他の国家
シベリア
正式名称はシベリア社会主義連合国。北露圏の大部分を支配する社会主義の連邦国家で、モスクヴァ社会主義共和国が中心となっている。
モデルはソビエト社会主義共和国連邦（現在のロシア連邦）。
中華皇国
東洋圏にある国。本編中では詳細は明かされないが、作中のウィークリートピックスによると、シベリアとの関係が悪く、国境付近でたびたび小競り合いが発生しており、本編後半では戦争に突入する。
モデルは中華人民共和国。
アルビア
中東圏の国。マルタギニア海（現実の世界で言うところの地中海）の制海権を握っている。ドルファン王国の同盟国で、海軍力の乏しいドルファンの海防の一端を担う。
日本国
東洋圏の国。主人公の出身国だが、本編中には一切関わりがなく、またほとんど触れられることもない。ゲーム内において、たびたび「おハシの国」「ミソスープ」と表現される。
モデルは日本。

### 組織
ヴァルファバラハリアン
トルキア地方の傭兵騎士団。基本的には永世中立国であるスィーズランドに所属しており、各国の要請に応じて参戦する。
最強と謳われる傭兵団で、団長ヴォルフガリオを中心とする八騎将によって統率される。軍団内では「勝者には生を、敗者には死を」などといった徹底した実力主義が貫かれており、構成員はネクセラリア、ボランキオ、コーキルネイファのような無頼の徒が多い。そのせいかゼールビスだけは「あの傭兵騎士団の無神経さが嫌いだった」とこぼし、後に離脱する。
本編中においては、ドルファンと敵対するプロキアに雇われている。八騎将を始め、全員が血のような赤い鎧を纏っているのが最大の特徴で、本編はこの傭兵団との戦いを中心に展開していく。
「ヴァルファバラハリアン」とは旧トルキア語で「血の河を渡る者＝冥府の案内人」という意味を持っており、軍装を赤で統一しているのはこれが理由。
かつてはヴォルフガリオを含めて13人おり、十三騎将と呼ばれた時代があったが、過去に行なわれたシベリアへの出征での大敗北によって甚大な被害を出してしまい、現在の八騎将にまで数を減らしてしまった。また、この時の怪我が原因でキリングが盲目になってしまっている。
シンラギククルフォン
東洋圏の傭兵団。ゲーム内では「最凶の傭兵団」と説明されており、東洋圏最強最悪のテロ組織であると共に軍事組織にして政治結社。本編中のドルファンとプロキアの戦争にも参戦していたらしいことが、ウィークリートピックスにて明言されている。
テロ活動が左陣、軍事活動が右陣、政治活動が本陣と三派に分かれ、「三八式爆竹」と呼ばれる独自の投擲爆弾を扱う。
ちなみにククルフォンとはウズベク地方に伝わる猿の妖怪を指すとのこと。
ヴァネッサ
ドルファン王国内の左翼組織。ただし、いわゆる社会主義としての左翼ではなく、反王制としての左翼。過激派と穏健派、中道派の三派に分かれており、過激派はたびたびテロを引き起こしている。
スペツナズ
シベリアの特殊部隊。かつてグスタフが所属していたことがあり、現在、彼の伝手でカルノーが所属している。
主にゲリラ戦を得意とし、その存在は各地の戦場で恐れられた。ナイフの刃の部分がスプリングにより発射される「スペツナズナイフ」を標準装備している。
スペツナズ自体はロシア語で「特殊任務部隊」を意味する略語であり、実在する部隊である。実在の部隊についてはこちらを参照。

## 音楽
テーマソング
- 『みつめて』 作詞：広井王子/作曲：村井聖夜/編曲：入江純/歌：ソフィア（小西寛子）

挿入歌、専用ED曲
- 『明日を夢みて』～ソフィア挿入歌 作詞：田村純一/作曲：村井聖夜/編曲：入江純/歌：ソフィア（小西寛子）
- 『恋をすると』～アン挿入歌 作詞：田村純一/作曲：村井聖夜/編曲：佐藤淳史/歌：國府田マリ子

## 評価
売り上げは8万4千本程度と『ときめきメモリアル』の50万本には及ばなかったもののファミ通クロスレビュー32点でゴールド殿堂入りを果たしている。
電撃PlayStationDPSソフトレビューでは85、85の170点。レビュアーは「ファンタジー版ときめきメモリアル」のようで画面構成やプレイ感覚は非常に近いが同じようにプレイすると本当の面白さは分からない、操作感がいい、キャラクターの個性がよく立っている、よく丁寧に作られていてビジュアルに惹かれたならまず楽しめるとしたが、これといった目立つ点もなくインパクトに欠け目新しさはなく、キャラごとのストーリー性がやや薄いとしたが、レビュアーの1人は「個人的にはときメモを超えている」と賞賛した。

## 漫画版
竹浪秀行による作画の漫画版が『月刊ドラゴンジュニア』に連載されていた。単行本は『角川コミックス・ドラゴンJr.』より全1巻。
- 『みつめてナイト』 1999年7月1日初版発行、ISBN 4-04-712191-6

## ラジオ
1997年10月より文化放送にて本作を題材とした「ソフィアの純愛」というラジオ番組が放送された、1997年10月12日より1998年4月5日までは（放送枠日曜21時30分 - 22時(JST)）、1998年の4月よりナイター編成のため放送枠が金曜日の24時 - 24時30分に移動となり同年7月まで放送された。

### 番組内容
ドルファン王国のソフィアから、心の電波でリスナーのラジオに送っているという設定の番組。ソフィア役の小西寛子がソフィアとしてパーソナリティを務めた。ソフィアとしてはがきを読み、これに対する感想を述べたり、一種独特の雰囲気を醸し出している内容のフリートークなどが展開された。毎回、一曲放送するコーナーがあり、歌の歌詞を朗読していた。他にはソフィアや他のキャラクターのモノローグを綴ったミニドラマのコーナーもあったが、これはCDに収録されていない。
最終回はゲームと同様に爆弾テロが発生。ソフィアは病院のベッドの中、意識だけでリスナーに語りかけるという設定で別れを惜しんだ。
| 文化放送 日曜21時30分枠      | 文化放送 日曜21時30分枠 | 文化放送 日曜21時30分枠                                                        |
| 前番組                       | 番組名                  | 次番組                                                                         |
| ---------------------------- | ----------------------- | ------------------------------------------------------------------------------ |
| 尾崎・ターザンのロボタッグ   | ソフィアの純愛          | バンブー・ささみぃのレディオX ↓ 小野坂・桃井のバーチャラジオ電脳戦隊モモンガー |
| 文化放送 金曜24:00 - 24:30枠 |                         |                                                                                |
| CLUBときめきメモリアル       | ソフィアの純愛          | かっぺー・れーこのぴゅあぴゅあ!あいらんど                                      |